# 楊天生
楊天生（1940年3月31日—），中華民國政治人物，長億關係企業（長億集團）創辦人，朝陽科技大學創辦人兼董事長，發跡於台中縣，曾有「中霸天」之稱，1981年曾任國民大會代表及國民大會主席團主席。2004年以無黨籍身份參選台中縣立法委員，未當選。早期疑似造成華納影城樂園未能在台灣落腳，使臺灣未能把握住廣大國際旅遊商機。
楊天生的哥哥楊天發是興農集團創辦人，兒子楊文欣曾經擔任立法委員。